# Lord-lieutenant du Gwynedd
Le lord-lieutenant du Gwynedd (Lord Lieutenant of Gwynedd en anglais et Arglwydd Raglaw Gwynedd en gallois) est le représentant de la monarchie britannique dans le comté préservé du Gwynedd, au pays de Galles.
La fonction est pour la première fois exercée par Richard Williams-Bulkeley à partir du 1er avril 1974, qui, avant sa nomination occupait la fonction de lord-lieutenant de l’Anglesey depuis 1947. Edmund Bailey est le lord-lieutenant du Gwynedd depuis 2014.

## Histoire
Au sens du Local Government Act 1888, les zones de lieutenance sont définies à partir des comtés administratifs créés à partir du 1er avril 1889 en Angleterre et au pays de Galles. Cependant, au pays de Galles, celles-ci sont modifiées au 1er avril 1974 d’après la disposition 218 du Local Government Act 1972,.
Une nouvelle zone de lieutenance couvrant le comté du Gwynedd est ainsi érigée à partir de celles de l’Anglesey et de Caernarvon, ainsi que, de façon partielle, celles de Denbigh et de Merioneth. Alors que les fonctions de lord-lieutenants de l’Anglesey, de Caernarvon, de Denbigh et de Merioneth sont abolies le 31 mars 1974, celle de lord-lieutenant du Gwynedd est instituée au 1er avril 1974 par le Lord-Lieutenants Order 1973, un décret du 24 octobre 1973,.
Le Local Government (Wales) Act 1994 abolit les comtés créés au pays de Galles par la loi de 1972 au 31 mars 1996. Toutefois, ceux-ci conservent un rôle cérémoniel limité en tant que comtés préservés, notamment dans le cadre des zones de lieutenance. Ainsi, le comté préservé du Gwynedd reste opérationnel dans de nouvelles limites territoriales, qui sont les mêmes que celles décrites par la loi en 1972.

## Liste des lord-lieutenants
| Identité                        | Lettres patentes de nomination | Souverain    | Qualité |
| ------------------------------- | ------------------------------ | ------------ | --- |
| Richard Williams-Bulkeley       | 5 août 1947                    | Élisabeth II | Militaire |
| Henry Paget, marquis d’Anglesey | 18 octobre 1983                | Élisabeth II | Pair du royaume |
| Meuric Rees                     | 5 mars 1990                    | Élisabeth II | Agriculteur Haut-shérif du Gwynedd (1982-1983)                                                                                                  |
| Eric Sunderland                 | 24 février 2000                | Élisabeth II | Principal puis vice-chancelier du University College of North Wales puis de la Bangor University (1984-1995) Haut-shérif du Gwynedd (1998-1999) |
| Huw Morgan Daniel               | 2 mai 2006                     | Élisabeth II | Juge du circuit (1986-2006) Vice-lieutenant du Gwynedd (1993-2006)                                                                              |
| Edmund Bailey                   | Inconnues                      | Élisabeth II | Président de la National Farmers’ Union Cymru (en) (2010-2014) Haut-shérif du Gwynedd (2012-2013) Vice-lieutenant du Gwynedd (2013-2014)        |